# Nhà thờ Đức Mẹ Hồn Xác Lên Trời và Thánh Gioan Tẩy Giả
Nhà thờ Đức Mẹ Hồn Xác Lên Trời và Thánh Gioan Tẩy Giả là một nhà thờ mang phong cách kiến trúc Gothic kết hợp với Baroque nằm ở phía đông bắc của thành phố Kutná Hora, Cộng hòa Séc. Nhà thờ được UNESCO công nhận là Di sản thế giới cùng với Nhà thờ thánh Barbara và một vài công trình khác tại Kutná Hora. Tại Séc, nhà thờ này là một trong những công trình kiến trúc Gothic nổi bật nhất được xây dựng vào cuối thời nhà Přemysl, đồng thời cũng là một trong những nhà thờ cổ kính nhất mang vẻ đẹp của phong cách Baroque.

## Lịch sử
Nhà thờ được xây dựng vào khoảng năm 1300, và là một trong những nhà thờ đầu tiên tại Vương quốc Bohemia (hiện thời là Cộng hòa Séc) được xây theo kiến trúc Gothic, trong giai đoạn Gothic Ánh sáng. Chính vì vậy, nhà thờ có nét tương đồng với những nhà thờ chính tòa Gothic tại Pháp. Nhà thờ là một phần của tu viện Sedlec, một trong những tu viện dòng Xitô lâu đời nhất tại Séc, và được xây dựng trên nền móng của một nhà thờ cổ hơn có từ trước đó. Khi tu viện Sedlec bị những quân Hussite thiêu trụi vào năm 1421, nhà thờ cũng vì thế mà bị hủy hoại theo trong hai thế kỷ kế tiếp.
Năm 1700, Tu viện trưởng của tu viện Sedlec, Jindřich Snopek, đã quyết định cho xây sửa lại nhà thờ. Kiến trúc sư Pavel Ignác Bayer là người giám sát chính cho việc trùng tu lại nhà thờ. Ba năm sau khi trùng tu lại nhà thờ, kiến trúc sư Jan Blažej Santini-Aichel, người từng làm việc cho các đan sĩ dòng Xitô ở Zbraslav, đã thay Pavel Ignác Bayer làm nốt phần việc còn dang dở. Chính Jan Blažej Santini-Aichel là người đã góp phần tạo nên vẻ đẹp độc đáo của nhà thờ như hiện tại, một vẻ đẹp hài hòa giữa hai trường phái Gothic và Baroque. Nhờ vào tài nghệ của Jan Blažej Santini-Aichel mà nhà thờ đã có thêm những mái vòm và mặt tiền đẹp độc đáo và ấn tượng. Không chỉ vậy, tiền sảnh của nhà thờ cũng là một điểm sáng, đặc biệt là khi có thêm những bức tượng được chế tác bởi bàn tay của nghệ nhân điêu khắc Matěj Václav Jäckel. Nhà thờ chính thức được tôn phong hiển thánh vào năm 1708.
Mặc dù nhà thờ được tôn tạo lại vào đầu thế kỷ 18 nhưng riêng phía đông của nhà thờ bao gồm: nhà nguyện nhỏ bên trong, vị trí đứng của dàn hợp xướng và cánh ngang (transept) của nhà thờ vẫn giữ được hình dáng nguyên bản.
Lần tôn tạo lại gần nhất của nhà thờ là vào năm 2001.

## Bộ sưu tập

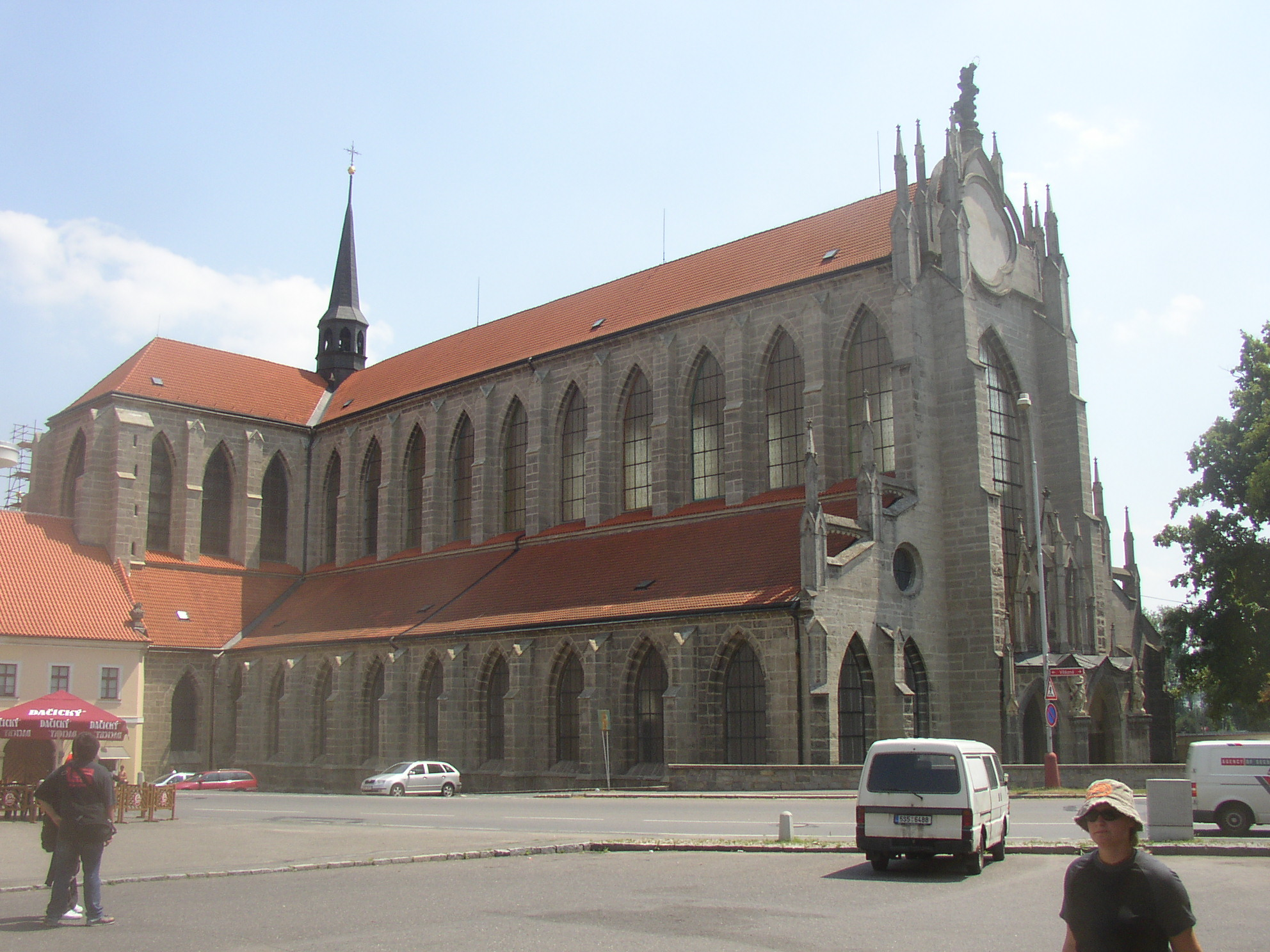
Nhà thờ chính tòa Sedlec.
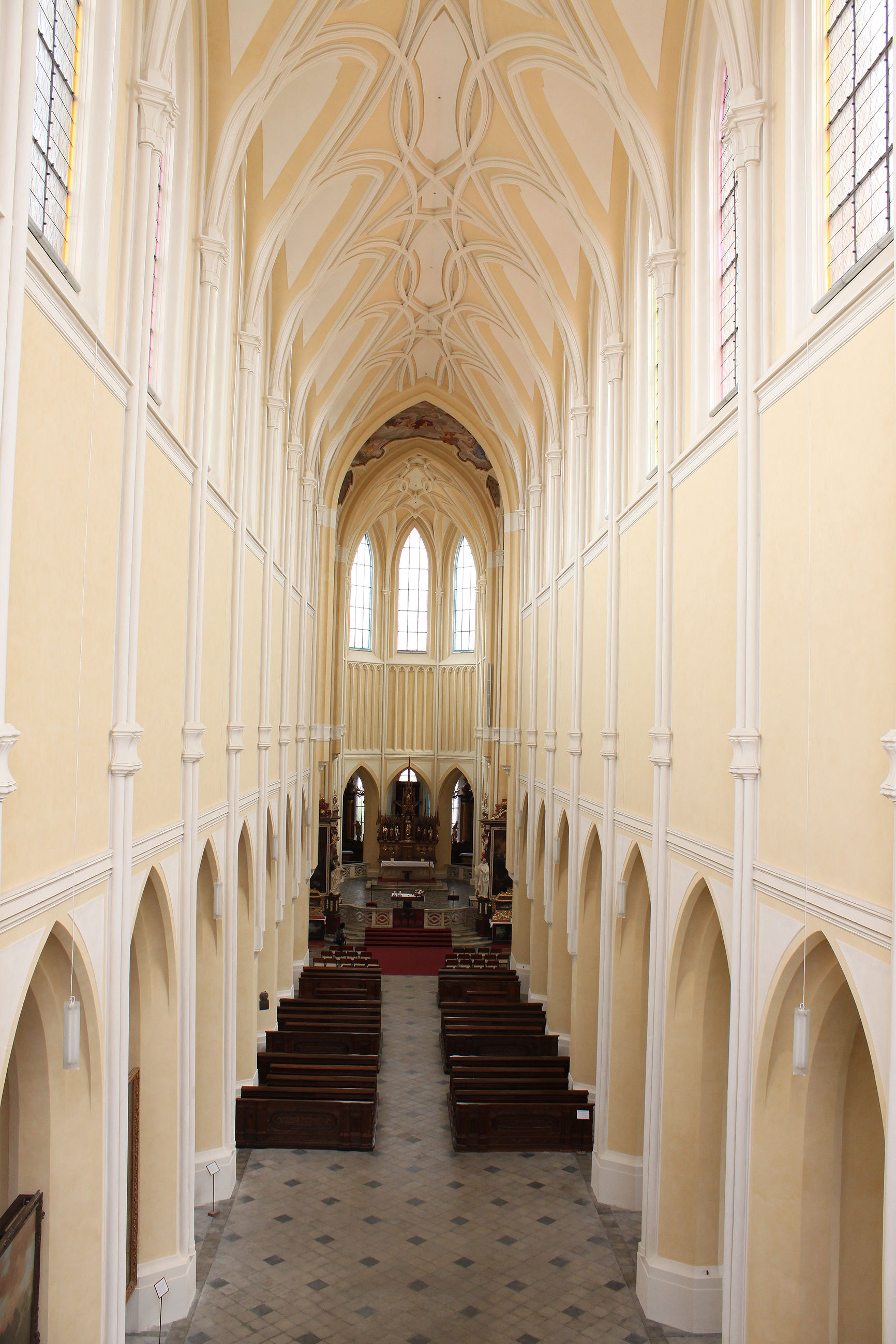
Bên trong nhà thờ.
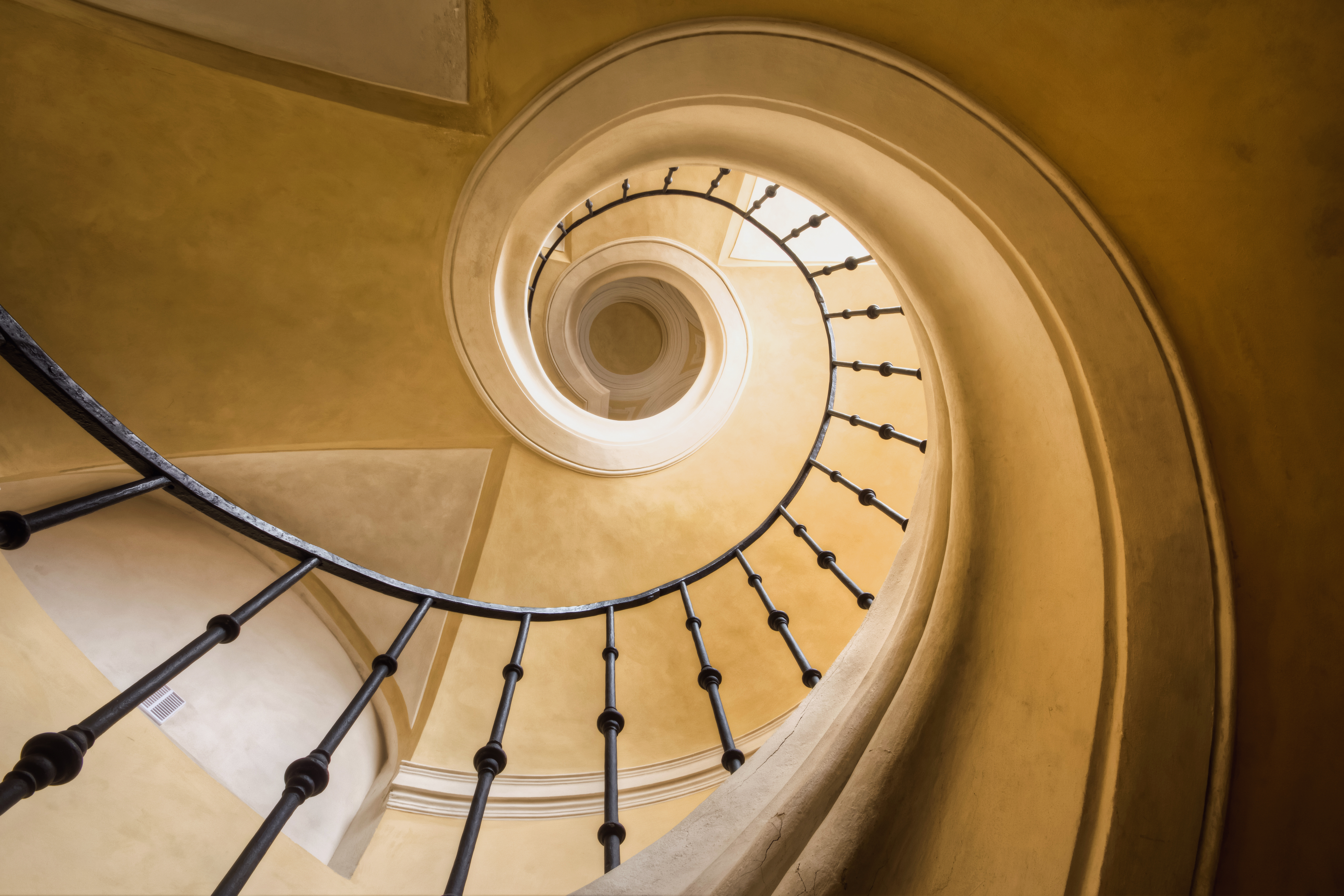
Cầu thang được thiết kế bởi kiến trúc sư Jan Blažej Santini-Aichel.
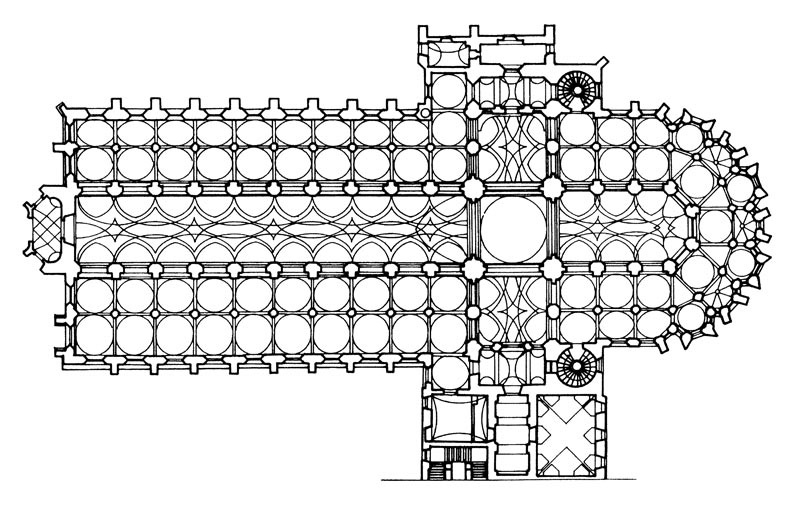
Sơ đồ mặt bằng của nhà thờ.
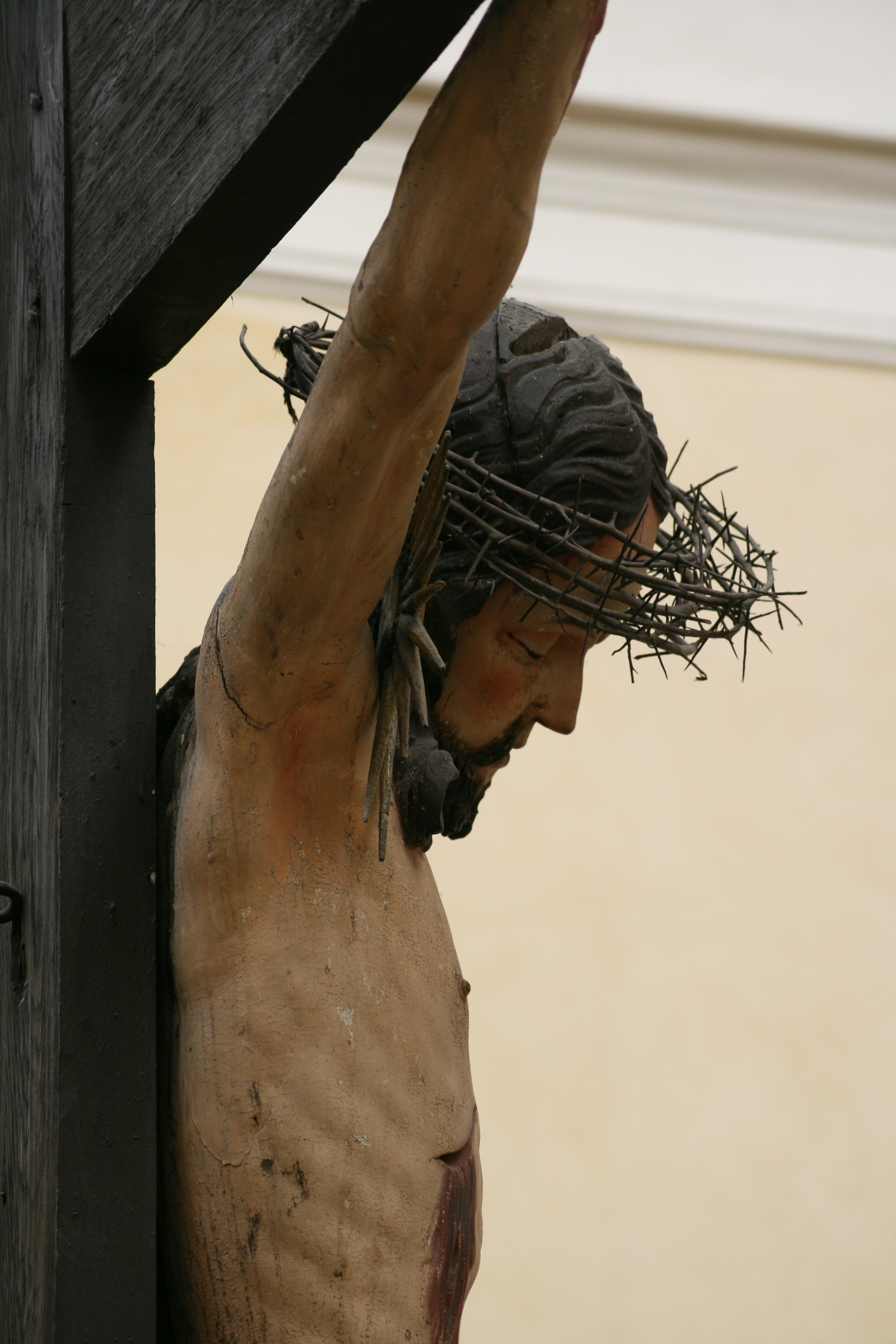
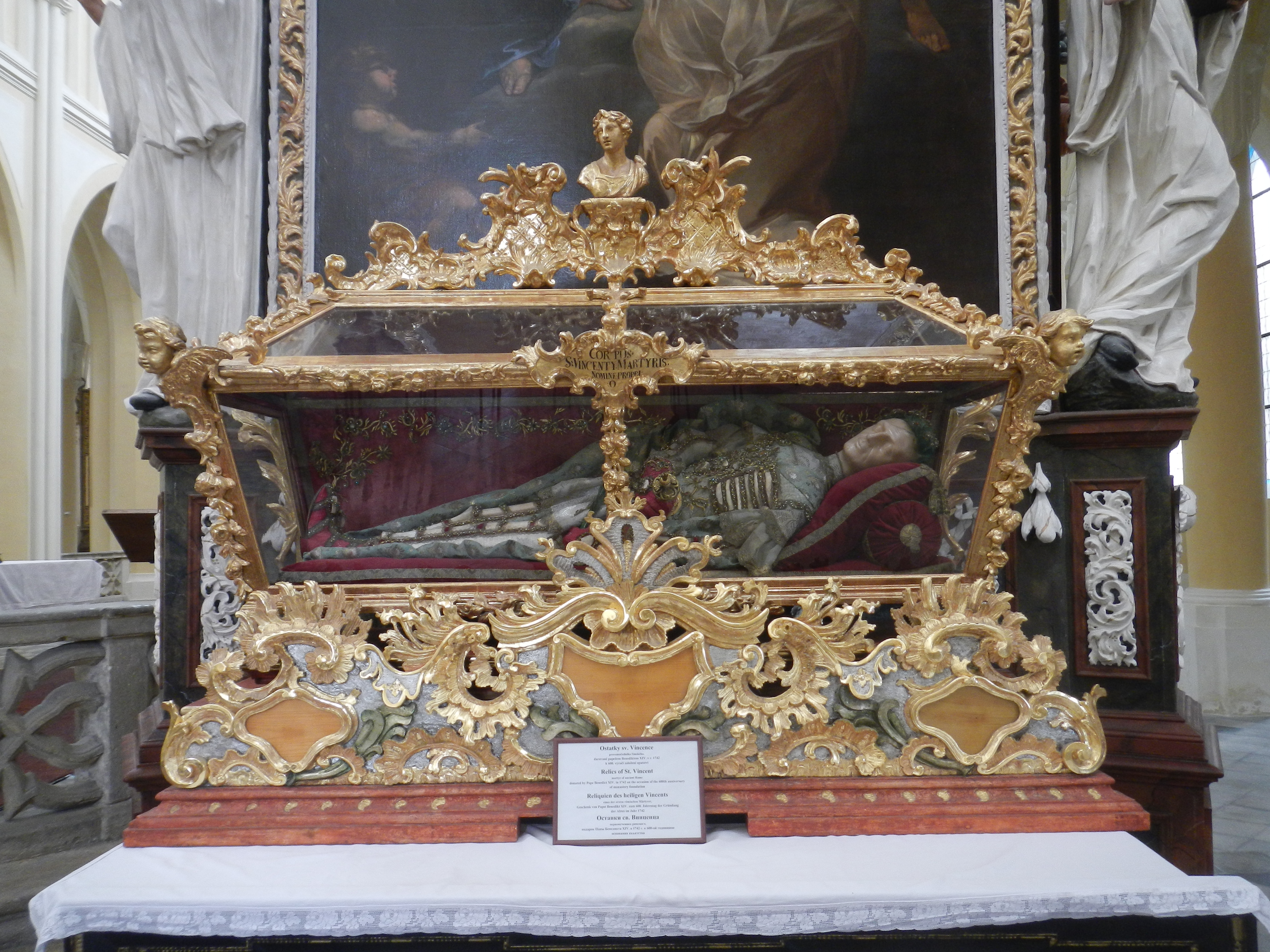
Rương đựng thánh tích của thánh Vincent.